# Ponteils-et-Brésis
Ponteils-et-Brésis est une commune française située dans le nord du département du Gard, en région Occitanie.
Exposée à un climat méditerranéen, elle est drainée par la Cèze, la Connes, la rivière de Bournaves, la rivière du Pont Brignet et par divers autres petits cours d'eau. Incluse dans les Cévennes, la commune possède un patrimoine naturel remarquable : trois sites Natura 2000 (le « mont Lozère », les « hautes vallées de la Cèze et du Luech » et « les Cévennes ») et quatre zones naturelles d'intérêt écologique, faunistique et floristique.
Ponteils-et-Brésis est une commune rurale qui compte 368 habitants en 2022, après avoir connu un pic de population de 1 125 habitants en 1851.  Ses habitants sont appelés les Ponteillais ou  Ponteillaises.
Le patrimoine architectural de la commune comprend un immeuble protégé au titre des monuments historiques : le château de Brésis, inscrit en 1997.

## Géographie

### Localisation
La commune de Ponteils-et-Brésis est une commune des Hautes Cévennes située au nord du département du Gard, dans la zone périphérique du Parc national des Cévennes, traversée par la rivière la Cèze.
Ponteils-et-Brésis est limitrophe avec le département de la Lozère.
La grande ville la plus proche (Alès) par la route est à 45 km. Villefort, qui est un ancien petit chef-lieu de canton, est situé à 15 km.

### Communes limitrophes
| Saint-André-Capcèze (Lozère) | Pied-de-Borne (Lozère) | Malons-et-Elze |
| Pourcharesses (Lozère)       | Ponteils-et-Brésis     | Bonnevaux      |
|                              | Concoules              | Aujac          |

### Hameaux et lieux-dits
La Chaberterie, Montselgues, la Chaze, le Planhol, le Theron, les Taillades, Masseborie, Nidaucel, Nojeirols,le Plagnol, les Thomas, le Serre, Bassouls, Mas du Moulin, Chambon, Bourdic, Mercier, Besses, la Lauze, la Tourette, Malaval, Plaveysset, Brésis, le Bouchet de la Lauze, le Chambonnet, Planzolles et Rieusset.

### Géologie et relief
La commune est classée zone à risque dans le dossier départemental des risques majeurs établi en 1995 par la préfecture du Gard pour :
- les feux de forêt en raison de son territoire très boisé ;
- les transports de matières dangereuses.

### Hydrographie
La Cèze arrose la commune.
Les autres cours d'eau sont la Connes, la rivière de Bournaves, le ruisseau du Pâtis, le ruisseau du Chambonnet, le ruisseau de Cornet, tous affluents de la Cèze.

### Climat
Pour des articles plus généraux, voir Climat de l'Occitanie et Climat du Gard.
En 2010, le climat de la commune est de type climat méditerranéen franc, selon une étude s'appuyant sur une série de données couvrant la période 1971-2000. En 2020, Météo-France publie une typologie des climats de la France métropolitaine dans laquelle la commune est exposée à un climat de montagne ou de marges de montagne et est dans une zone de transition entre les régions climatiques « Provence, Languedoc-Roussillon » et « Sud-est du Massif Central ».
Pour la période 1971-2000, la température annuelle moyenne est de 11,8 °C, avec une amplitude thermique annuelle de 16,9 °C. Le cumul annuel moyen de précipitations est de 1 617 mm, avec 9 jours de précipitations en janvier et 4,8 jours en juillet. Pour la période 1991-2020, la température moyenne annuelle observée sur la station météorologique la plus proche, située sur la commune de Génolhac à 6 km à vol d'oiseau, est de 13,2 °C et le cumul annuel moyen de précipitations est de 1 692,5 mm,. Pour l'avenir, les paramètres climatiques de la commune estimés pour 2050 selon différents scénarios d'émission de gaz à effet de serre sont consultables sur un site dédié publié par Météo-France en novembre 2022.

### Milieux naturels et biodiversité

#### Espaces protégés
La protection réglementaire est le mode d’intervention le plus fort pour préserver des espaces naturels remarquables et leur biodiversité associée,.
Dans ce cadre, la commune fait partie de la zone cœur du Parc national des Cévennes. Ce  parc national, créé en 1967, est un territoire de moyenne montagne formé de cinq entités géographiques : le massif de l'Aigoual, le causse Méjean avec les gorges du Tarn et de la Jonte, le mont Lozère, les vallées cévenoles ainsi que le piémont cévenol.
La commune fait également partie des Cévennes, un territoire  reconnu réserve de biosphère par l'UNESCO en 1985 pour la mosaïque de milieux naturels qui la composent et qui abritent une biodiversité exceptionnelle, avec 2 400 espèces animales, 2 300 espèces de plantes à fleurs et de fougères, auxquelles s’ajoutent d’innombrables mousses, lichens, champignons,.

#### Réseau Natura 2000

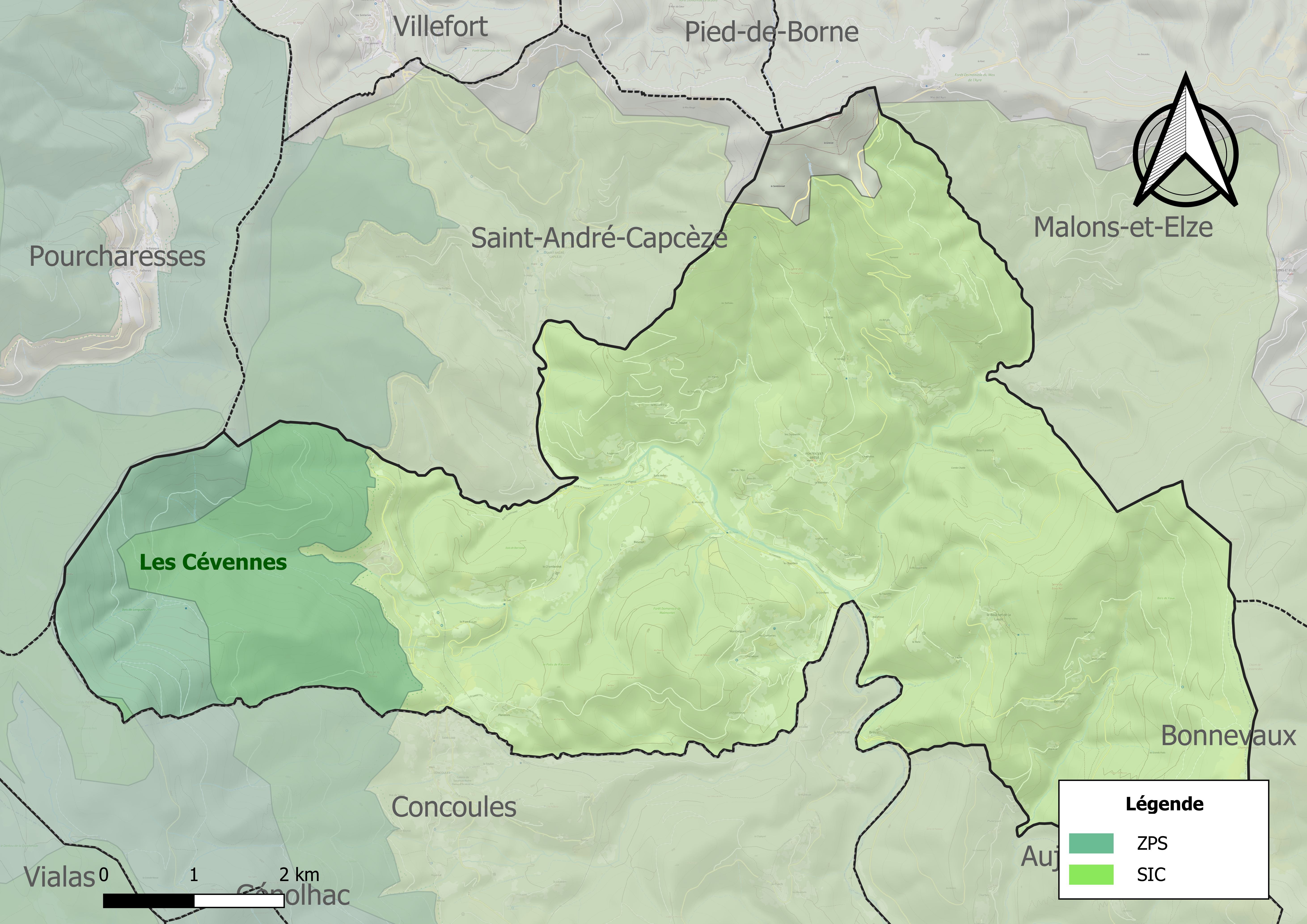
Sites Natura 2000 sur le territoire communal.

Le réseau Natura 2000 est un réseau écologique européen de sites naturels d'intérêt écologique élaboré à partir des directives habitats et oiseaux, constitué de zones spéciales de conservation (ZSC) et de zones de protection spéciale (ZPS).
Deux sites Natura 2000 ont été définis sur la commune au titre de la directive habitats :
- le « mont Lozère », d'une superficie de 11 687 ha, la plus grande zone continue de pelouses pseudo-alpines du sud du Massif central[15] ;
- les « hautes vallées de la Cèze et du Luech », d'une superficie de 12 680 ha, correspondant à la partie amont du bassin versant de la Cèze. Elles présentent un patrimoine naturel remarquable, avec quatre espèces piscicoles : l'écrevisse à pattes blanches, le castor, la loutre et le barbeau méridional et cinq habitats d'intérêt communautaire d'origine[16] ;

et un au titre de la directive oiseaux : 
- « les Cévennes », d'une superficie de 92 044 ha, correspondant précisément à la zone centrale du parc national des Cévennes et rassemblant plusieurs ensembles distincts. La diversité des milieux et des paysages permet le maintien d'une avifaune riche et diversifiée : au total, 135 espèces d'oiseaux, dont 22 inscrites à l'annexe 1 de la directive 79-409-CEE, recesées dans la zone centrale du parc, dont une vingtaine d'espèces de rapaces diurnes et sept nocturnes[17].

#### Zones naturelles d'intérêt écologique, faunistique et floristique
L’inventaire des zones naturelles d'intérêt écologique, faunistique et floristique (ZNIEFF) a pour objectif de réaliser une couverture des zones les plus intéressantes sur le plan écologique, essentiellement dans la perspective d’améliorer la connaissance du patrimoine naturel national et de fournir aux différents décideurs un outil d’aide à la prise en compte de l’environnement dans l’aménagement du territoire.
Deux ZNIEFF de type 1 sont recensées sur la commune :
la « forêt domaniale de Malmontet » (1 511 ha), couvrant 3 communes du département, et 
les « vallées de la Régordane et de la Cèze jusqu'à la Tourette » (12 ha), couvrant 2 communes dont 1 dans le Gard et 1 dans la Lozère
et deux ZNIEFF de type 2, : 
- le « massif du Mont Lozère » (40 064 ha), couvrant 22 communes dont 3 dans le Gard et 19 dans la Lozère[21] ;
- les « vallées amont de la Cèze et de la Ganière » (10 752 ha), couvrant 11 communes dont 9 dans le Gard et 2 dans la Lozère[22].

Carte des ZNIEFF de type 1 et 2 à Ponteils-et-Brésis.
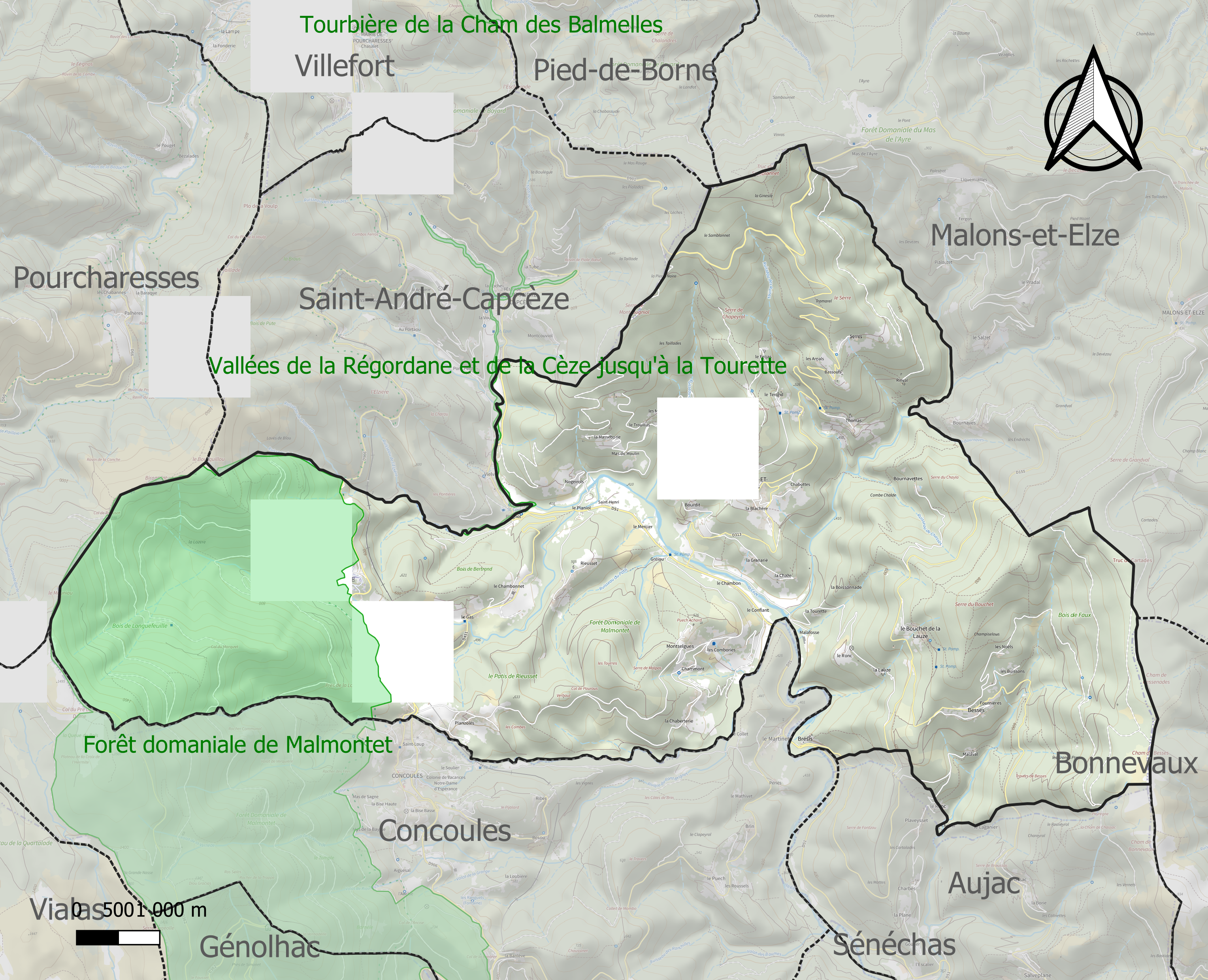
Carte des ZNIEFF de type 1 sur la commune.
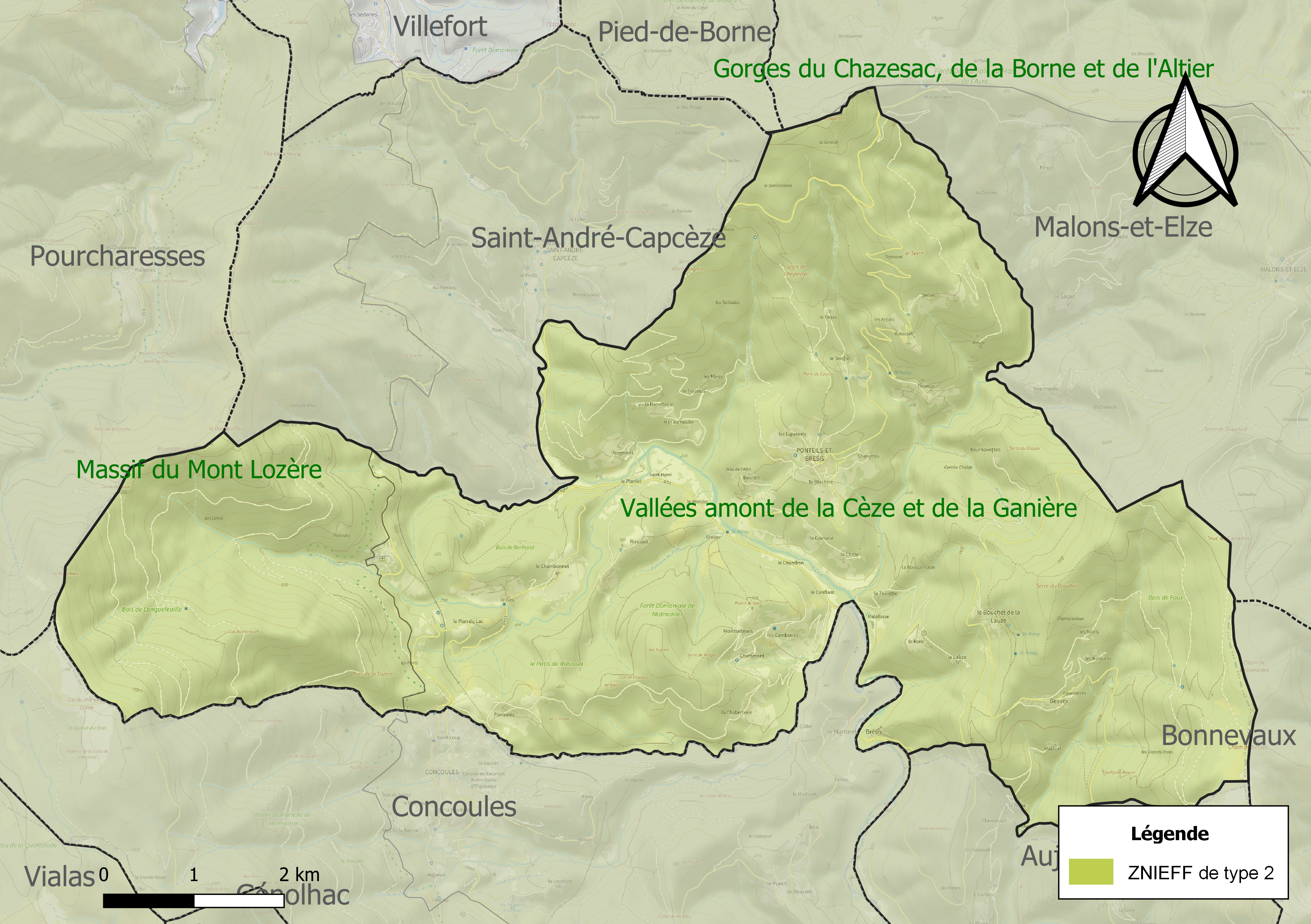
Carte des ZNIEFF de type 2 sur la commune.

## Urbanisme

### Typologie
Au 1er janvier 2024, Ponteils-et-Brésis est catégorisée commune rurale à habitat très dispersé, selon la nouvelle grille communale de densité à sept niveaux définie par l'Insee en 2022.
Elle est située hors unité urbaine et hors attraction des villes,.

### Occupation des sols
L'occupation des sols de la commune, telle qu'elle ressort de la base de données européenne d’occupation biophysique des sols Corine Land Cover (CLC), est marquée par l'importance des forêts et milieux semi-naturels (91,5 % en 2018), en diminution par rapport à 1990 (92,6 %). La répartition détaillée en 2018 est la suivante : 
forêts (87,9 %), prairies (4,4 %), zones agricoles hétérogènes (4,1 %), milieux à végétation arbustive et/ou herbacée (3,6 %). L'évolution de l’occupation des sols de la commune et de ses infrastructures peut être observée sur les différentes représentations cartographiques du territoire : la carte de Cassini (XVIIIe siècle), la carte d'état-major (1820-1866) et les cartes ou photos aériennes de l'IGN pour la période actuelle (1950 à aujourd'hui).

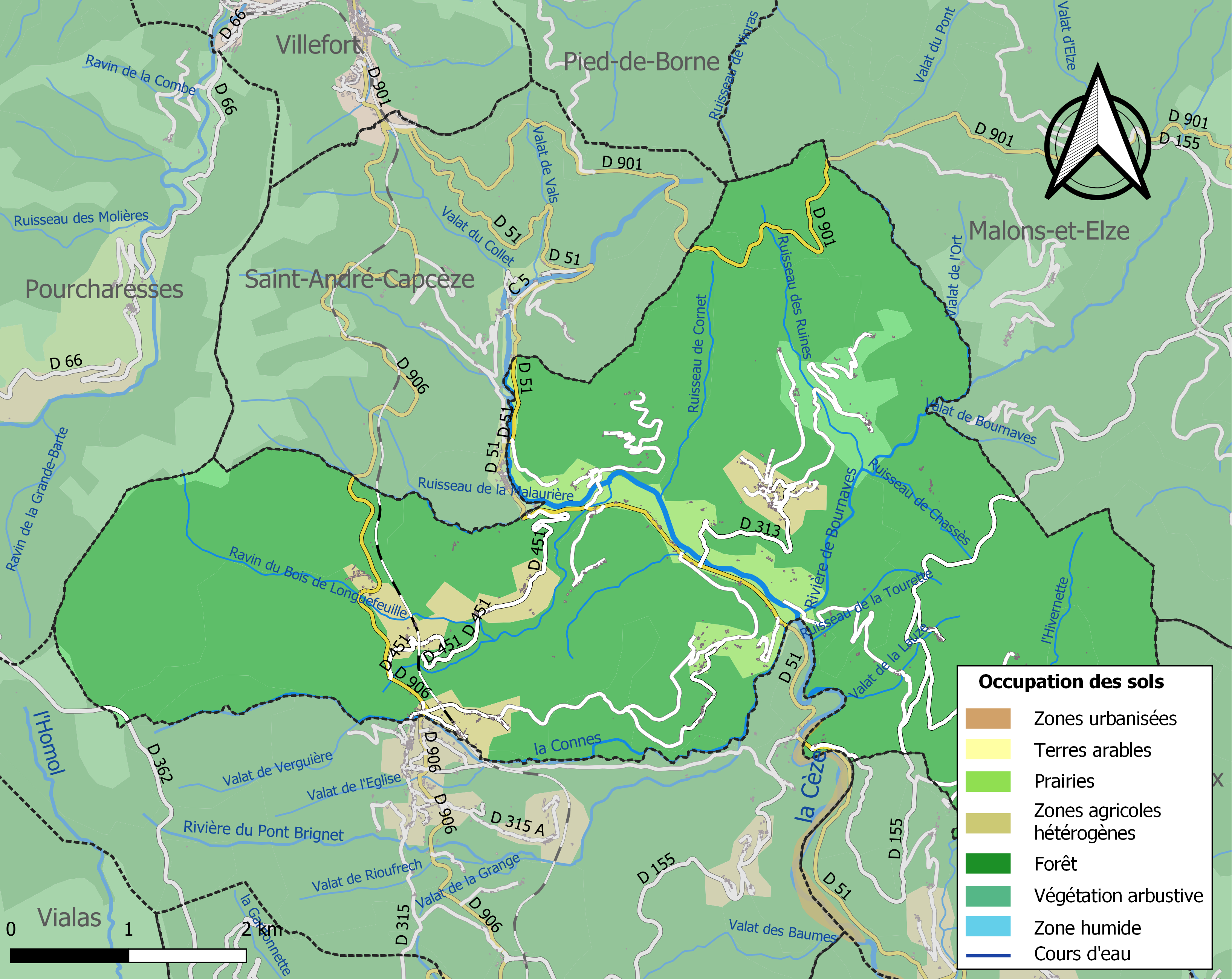
Carte des infrastructures et de l'occupation des sols de la commune en 2018 (CLC).

### Risques majeurs
Le territoire de la commune de Ponteils-et-Brésis est vulnérable à différents aléas naturels : météorologiques (tempête, orage, neige, grand froid, canicule ou sécheresse), inondations, feux de forêts, mouvements de terrains et séisme (sismicité faible). Il est également exposé à un risque technologique,  le transport de matières dangereuses, et à un risque particulier : le risque de radon. Un site publié par le BRGM permet d'évaluer simplement et rapidement les risques d'un bien localisé soit par son adresse soit par le numéro de sa parcelle.

#### Risques naturels
Certaines parties du territoire communal sont susceptibles d’être affectées par le risque d’inondation par débordement de cours d'eau, notamment la Cèze. La commune a été reconnue en état de catastrophe naturelle au titre des dommages causés par les inondations et coulées de boue survenues en 1982, 1983, 1992, 1994, 1995, 1997, 2008, 2011 et 2014,.

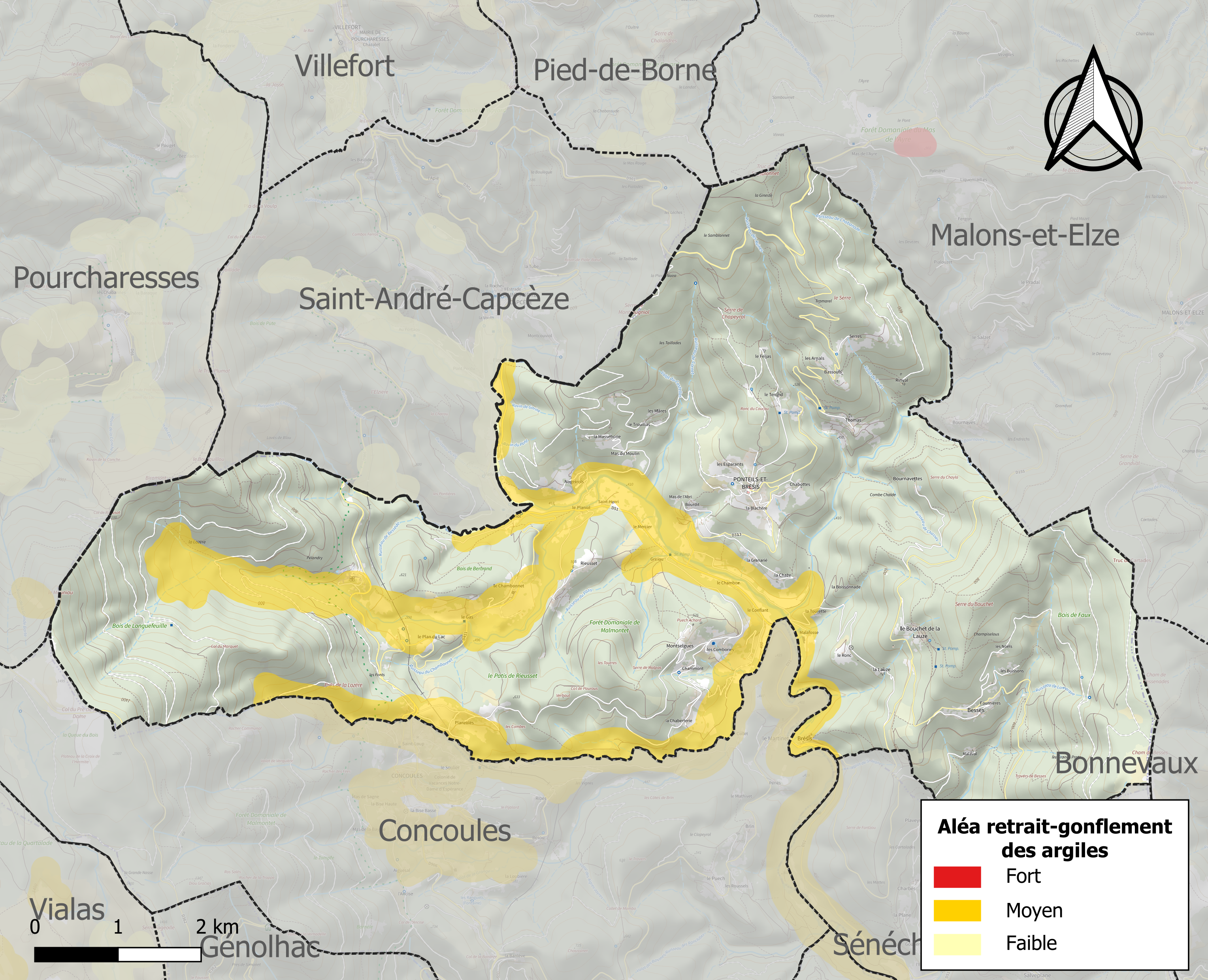
Carte des zones d'aléa retrait-gonflement des sols argileux de Ponteils-et-Brésis.

La commune est vulnérable au risque de mouvements de terrains constitué principalement du retrait-gonflement des sols argileux. Cet aléa est susceptible d'engendrer des dommages importants aux bâtiments en cas d’alternance de périodes de sécheresse et de pluie. 16 % de la superficie communale est en aléa moyen ou fort (67,5 % au niveau départemental et 48,5 % au niveau national). Sur les 325 bâtiments dénombrés sur la commune en 2019, 113 sont en aléa moyen ou fort, soit 35 %, à comparer aux 90 % au niveau départemental et 54 % au niveau national. Une cartographie de l'exposition du territoire national au retrait gonflement des sols argileux est disponible sur le site du BRGM,.
Par ailleurs, afin de mieux appréhender le risque d’affaissement de terrain, l'inventaire national des cavités souterraines permet de localiser celles situées sur la commune.
Concernant les mouvements de terrains, la commune a été reconnue en état de catastrophe naturelle au titre des dommages causés par des mouvements de terrain en 1983.

#### Risques technologiques
Le risque de transport de matières dangereuses sur la commune est lié à sa traversée par des infrastructures routières ou ferroviaires importantes ou la présence d'une canalisation de transport d'hydrocarbures. Un accident se produisant sur de telles infrastructures est en effet susceptible d’avoir des effets graves au bâti ou aux personnes jusqu’à 350 m, selon la nature du matériau transporté. Des dispositions d’urbanisme peuvent être préconisées en conséquence.

#### Risque particulier
Dans plusieurs parties du territoire national, le radon, accumulé dans certains logements ou autres locaux, peut constituer une source significative d’exposition de la population aux rayonnements ionisants. Certaines communes du département sont concernées par le risque radon à un niveau plus ou moins élevé. Selon la classification de 2018, la commune de Ponteils-et-Brésis est classée en zone 3, à savoir zone à potentiel radon significatif.

## Histoire
Les communes de Ponteils et de Brésis ont fusionné en 1812, en 1836, la vallée de l'Yvernette avec Besses, Plaveysset et Malaval est rattachée à Ponteils.
Depuis le 1er janvier 2016 la région Languedoc-Roussillon, à laquelle appartient le Gard, a fusionné avec la région Midi-Pyrénées. L'ensemble est devenu la nouvelle région Occitanie.

## Héraldique
| Blason de Ponteils-et-Brésis | Blason  | D'hermine au chef losangé d'or et de sinople.    |
| Blason de Ponteils-et-Brésis | Détails | Le statut officiel du blason reste à déterminer. |

## Politique et administration
| Période                                  | Période  | Identité                | Étiquette | Qualité                    |
| ---------------------------------------- | -------- | ----------------------- | --------- | -------------------------- |
| mars 2001                                | 2014     | Roger Bacon             | DVD       |                            |
| mars 2014                                | 2015     | Michel Bouschet         | SE        | Retraité de l'enseignement |
| avril 2015                               | En cours | Pierre de La Rue du Can |           | Apiculteur                 |
| Les données manquantes sont à compléter. |          |                         |           |                            |

## Démographie
L'évolution du nombre d'habitants est connue à travers les recensements de la population effectués dans la commune depuis 1793. Pour les communes de moins de 10 000 habitants, une enquête de recensement portant sur toute la population est réalisée tous les cinq ans, les populations de référence des années intermédiaires étant quant à elles estimées par interpolation ou extrapolation. Pour la commune, le premier recensement exhaustif entrant dans le cadre du nouveau dispositif a été réalisé en 2007.

En 2022, la commune comptait 368 habitants, en évolution de +2,79 % par rapport à 2016 (Gard : +2,97 %, France hors Mayotte : +2,11 %).
| 1793 | 1800 | 1806 | 1821 | 1831 | 1836 | 1841  | 1846  | 1851  |
| ---- | ---- | ---- | ---- | ---- | ---- | ----- | ----- | ----- |
| 437  | 433  | 450  | 689  | 963  | 792  | 1 067 | 1 076 | 1 125 |

| 1856  | 1861 | 1866 | 1872 | 1876 | 1881 | 1886 | 1891 | 1896 |
| ----- | ---- | ---- | ---- | ---- | ---- | ---- | ---- | ---- |
| 1 091 | 971  | 920  | 849  | 794  | 899  | 850  | 850  | 812  |

| 1901 | 1906 | 1911 | 1921 | 1926 | 1931 | 1936 | 1946 | 1954 |
| ---- | ---- | ---- | ---- | ---- | ---- | ---- | ---- | ---- |
| 787  | 746  | 747  | 616  | 575  | 704  | 664  | 606  | 558  |

| 1962 | 1968 | 1975 | 1982 | 1990 | 1999 | 2006 | 2007 | 2012 |
| ---- | ---- | ---- | ---- | ---- | ---- | ---- | ---- | ---- |
| 377  | 312  | 301  | 353  | 271  | 280  | 311  | 314  | 352  |

| 2017 | 2022 | - | - | - | - | - | - | - |
| ---- | ---- | - | - | - | - | - | - | - |
| 364  | 368  | - | - | - | - | - | - | - |

## Économie

### Revenus
En 2018  (données Insee publiées en septembre 2021), la commune compte 140 ménages fiscaux, regroupant 284 personnes. La médiane du revenu disponible par unité de consommation est de 19 900 € (20 020 € dans le département).

### Emploi
|                | 2008   | 2013  | 2018  |
| -------------- | ------ | ----- | ----- |
| Commune        | 6,3 %  | 5,4 % | 8,2 % |
| Département    | 10,6 % | 12 %  | 12 %  |
| France entière | 8,3 %  | 10 %  | 10 %  |

En 2018, la population âgée de 15 à 64 ans s'élève à 184 personnes, parmi lesquelles on compte 64,9 % d'actifs (56,7 % ayant un emploi et 8,2 % de chômeurs) et 35,1 % d'inactifs,. Depuis 2008, le taux de chômage communal (au sens du recensement) des 15-64 ans est inférieur à celui de la France et du département.
La commune est hors attraction des villes,. Elle compte 154 emplois en 2018, contre 154 en 2013 et 155 en 2008. Le nombre d'actifs ayant un emploi résidant dans la commune est de 107, soit un indicateur de concentration d'emploi de 143,9 % et un taux d'activité parmi les 15 ans ou plus de 38,2 %.
Sur ces 107 actifs de 15 ans ou plus ayant un emploi, 47 travaillent dans la commune, soit 43 % des habitants. Pour se rendre au travail, 83 % des habitants utilisent un véhicule personnel ou de fonction à quatre roues, 0,9 % les transports en commun, 6,6 % s'y rendent en deux-roues, à vélo ou à pied et 9,4 % n'ont pas besoin de transport (travail au domicile).

### Activités hors agriculture
22 établissements sont implantés  à Ponteils-et-Brésis au 31 décembre 2019. Le tableau ci-dessous en détaille le nombre par secteur d'activité et compare les ratios avec ceux du département,.
Le secteur de la construction est prépondérant sur la commune puisqu'il représente 40,9 % du nombre total d'établissements de la commune (9 sur les 22 entreprises implantées  à Ponteils-et-Brésis), contre 15,5 % au niveau départemental.

### Agriculture
|               | 1988 | 2000 | 2010 | 2020 |
| ------------- | ---- | ---- | ---- | ---- |
| Exploitations | 25   | 10   | 9    | 5    |
| SAU (ha)      | 333  | 186  | 78   | 82   |

La commune est dans les Cévennes, une petite région agricole occupant l'ouest du département du Gard. En 2020, l'orientation technico-économique de l'agriculture  sur la commune est la polyculture et/ou le polyélevage. Cinq exploitations agricoles ayant leur siège dans la commune sont dénombrées lors du recensement agricole de 2020 (25 en 1988). La superficie agricole utilisée est de 82 ha,,.

## Culture locale et patrimoine

### Bâtiments et lieux publics remarquables
Vestiges du château de Brésis composé d'un donjon médiéval entouré d'une enceinte.
- XIIe siècle : Construction du château pour surveiller le passage du pont sur la Cèze. Il appartient à la famille des Hérail.
- XVIe siècle : La seigneurie devient une vicomté sous François Ier.
- XVIIIe siècle : La comtesse de Caritat de Condorcet, née Anne Hérail de Brésis, hérite du château.
- XIXe siècle : Déserté puis vendu après la Révolution, il tombe en ruine.

Classé aux Monuments Historiques, les éléments protégés sont l'enceinte, le donjon et la chapelle.

### Bâtiments religieux
- Église Notre-Dame de Ponteils-et-Brésis datant du XIIe siècle.

### Autres
- Maison du XVIe siècle dite « de l’Abadi » (place de la Mairie) : fondation d'une chapelle par la famille Hérail de Brisis.
- Le Château du Chambonnet : édifice en style cévenol du XVIe siècle. Agrandi aux XVIIe et XVIIIe siècles.
- LE FORT : Maison du XVIe siècle (fenêtres à meneaux) vaste salle, logement d'un des cadets de la famille de Brisis appelé le seigneur du Fort de la Blachère. Cette maison a abrité des troupes royales lors de la guerre des camisards.
- Usine de produits chimiques (tanin de châtaignier), usine de carbonisation du bois de Saint-Henri, puis Cronier-Querelle située au lieu-dit le Planiol[41] :
  - Historique : Maison et manufacture d'extraits tannants de bois de châtaignier construites en 1873 par David Henri, négociant à Nîmes puis à l'usine Saint-Henri. Agrandissement en 1890. 1898 : Cronier Paul, industriel à Sens (Yonne). Agrandissements en série en 1901, 1905, 1906 (hangar et écurie au sud de la route devenu en 1911 le magasin d'extraits), 1909 (maison du contremaître), 1910 (nouveau hangar, dit « Bâtiment B » ou « magasin à jus »), 1911 (bâtiment principal A et nouveau hangar), 1913 (installation d'une chaudière à vapeur), 1916 (écurie et fenil, bâtiment D, garage, forge, menuiserie), 1923 (installation d'un câble transporteur aérien pour apporter le bois). 1927 : S.A. des établissements Cronier Querelle. 1941 : tour de distillation du bois pour la production de charbon et de méthanol acétone qui fonctionne jusqu'en 1945 où la chaudière est remplacée par une chaudière à autoclave. Fin en 1961, destruction des hangars métalliques, vente des bâtiments à Cebelieu Robert de Génolhac. Existence d'un fonds d'archives privées
  - Description :
    - Côté nord de la route, bâtiment principal en mauvais état (toit effondré) mais avec façade conservée qui est ordonnancée autour d'une porte cochère dont l'arc porte l'inscription Usine Saint-Henri et la clef la date 1873, surmontée d'un double fenêtre avec arcs en mitre et écoinçon à jour carré sous un fronton triangulaire ; à côté, salle des machines avec 2 roues horizontales au sous-sol, recouvertes de déblais.
    - Côté sud de la route, bassin d'alimentation des roues bien conservé et bâtiments plus récents, maison, tour de carbonisation transformée en maison et 2 hangars servant de garage.

## Personnes célèbres liées à la commune
Jean-Pierre Chabrol (1925-2001) écrivain et conteur y est  décédé.
Gabrielle Chanel, dite Coco Chanel (née à Saumur mais dont la famille est originaire de Ponteils, il existe encore un mas appelé Le Chanel qui était une auberge auparavant).

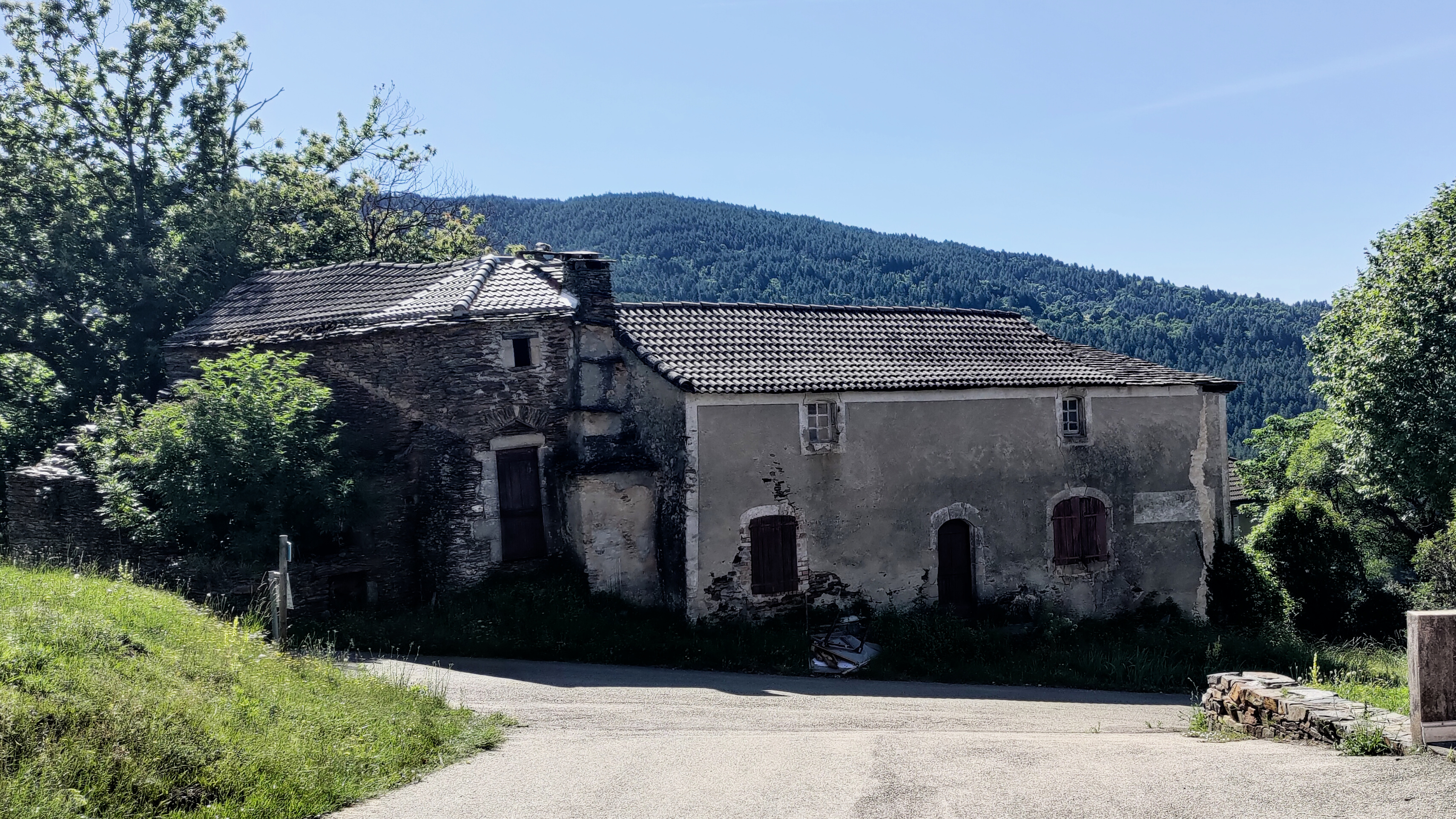
Le mas « Le Chanel »